# Contea di Webb
La contea di Webb in inglese Webb County è una contea dello Stato del Texas, negli Stati Uniti. La popolazione al censimento del 2010 era di 250 304 abitanti. Il capoluogo di contea è Laredo. Il nome della contea deriva da James Webb, segretario del Tesoro, segretario di Stato, e Procuratore Generale della Repubblica del Texas, oltre ad essere stato un giudice della United States District Court.

## Geografia
| Anno | Popolazione | ±%     |
| ---- | ----------- | ------ |
| 1860 | 1,397       | Note:  |
| 1870 | 2,615       | 87.2%  |
| 1880 | 5,273       | 101.6% |
| 1890 | 14,842      | 181.5% |
| 1900 | 21,851      | 47.2%  |
| 1910 | 22,503      | 3.0%   |
| 1920 | 29,152      | 29.5%  |
| 1930 | 42,128      | 44.5%  |
| 1940 | 45,916      | 9.0%   |
| 1950 | 56,141      | 22.3%  |
| 1960 | 64,791      | 15.4%  |
| 1970 | 72,859      | 12.5%  |
| 1980 | 99,258      | 36.2%  |
| 1990 | 133,239     | 34.2%  |
| 2000 | 193,117     | 44.9%  |
| 2010 | 250,304     | 29.6%  |

Secondo l'Ufficio del censimento degli Stati Uniti d'America la contea ha un'area totale di 3376 miglia quadrate (8740 km²), di cui 3361 miglia quadrate (8700 km²) sono terra, mentre 14 miglia quadrate (36 km², corrispondenti allo 0,4% del territorio) sono costituiti dall'acqua.

### Strade principali
- Interstate 35
- Interstate 69W (in costruzione)
- U.S. Highway 59
- U.S. Highway 83
- State Highway 44
- State Highway 359
- State Highway 255

### Contee e municipalità confinanti
- Contea di Dimmit - nord
- Contea di La Salle - nord
- Contea di McMullen - nord-est
- Contea di Duval - est
- Contea di Jim Hogg - sud-est
- Contea di Zapata - sud
- Guerrero (Tamaulipas, Messico) - sud-ovest
- Nuevo Laredo (Tamaulipas, Messico) - sud-ovest
- Anáhuac (Nuevo León, Messico) - ovest
- Hidalgo (Coahuila, Messico) - ovest
- Guerrero (Coahuila, Messico) - nord-ovest
- Contea di Maverick - nord-ovest

## Istruzione
Nella contea sono presenti i seguenti distretti scolastici:
- Laredo Independent School District
- United Independent School District
- Webb Consolidated Independent School District